# 徳島市民吉野川北岸運動広場
徳島市民吉野川北岸運動広場（とくしましみんよしのがわほくがんうんどうひろば）は、徳島県徳島市を流れる吉野川の河川敷運動広場。

## 概要
徳島市の北部・吉野川北岸に位置。高徳線吉野川橋梁と四国三郎橋が架かる。各種スポーツは勿論、ラジコンコースやサイクリングコースもある。また南岸には徳島市民吉野川運動広場がある。

## 主な利用
- サッカー
- 陸上競技
- ソフトボール
- 軟式野球
- ゲートボール
- グラウンド・ゴルフ

## 交通
- JR徳島駅より車で約15分。